# Liste der Monuments historiques in Pays-de-Clerval
Die Liste der Monuments historiques in Pays-de-Clerval führt die Monuments historiques in der französischen Gemeinde Pays-de-Clerval auf.

## Liste der Immobilien
| Bezeichnung         | Beschreibung      | Standort                            | Kennzeichnung | Schutzstatus | Datum | Bild           |
| ------------------- | ----------------- | ----------------------------------- | ------------- | ------------ | ----- | -------------- |
| Dolmen von Santoche | jungsteinzeitlich | Santoche, nördlich des Ortes (Lage) | PA00101727    | Classé       | 1974  | weitere Bilder |

## Liste der Objekte
| Bezeichnung                                      | Beschreibung | Standort                                          | Kennzeichnung | Schutzstatus | Datum | Bild |
| ------------------------------------------------ | --- | ------------------------------------------------- | ------------- | ------------ | ----- | ---- |
| Skulptur Heiliger Benedikt                       | Alabaster, farbig gefasst, 15. Jahrhundert | Chaux-lès-Clerval, in der Kirche St-Pierre (Lage) | PM25000524    | Classé       | 1908  |      |
| Zwei Skulpturen: Petrus und heiliger Claudius    | Holz, farbig gefasst, 16. Jahrhundert | Chaux-lès-Clerval, in der Kirche St-Pierre (Lage) | PM25000525    | Classé       | 1908  |      |
| Skulptur Unterweisung Mariens                    | Alabaster, farbig gefasst, bezeichnet 1612 | Chaux-lès-Clerval, in der Kirche St-Pierre (Lage) | PM25000527    | Classé       | 1908  |      |
| Vier geschnitzte Bretter                         | Holz, 15. Jahrhundert | Chaux-lès-Clerval, in der Kirche St-Pierre (Lage) | PM25000529    | Classé       | 1928  |      |
| Chorgestühl                                      | Holz, 16. Jahrhundert | Chaux-lès-Clerval, in der Kirche St-Pierre (Lage) | PM25000526    | Classé       | 1908  |      |
| Skulptur Madonna mit Kind                        | Holz, farbig gefasst, 16. Jahrhundert | Chaux-lès-Clerval, in der Kirche St-Pierre (Lage) | PM25000528    | Classé       | 1910  |      |
| Glocke                                           | Bronze, 1779 gegossen | Chaux-lès-Clerval, in der Kirche St-Pierre (Lage) | PM25000530    | Classé       | 1942  |      |
| Statuenreliquiar Heiliger Ermenfried von Cusance | Silber, vergoldet, bezeichnet 1496; aus der Chapelle du Reposoir bei Clerval, in der Schatzkammer der Kathedrale St-Jean in Besançon deponiert | Clerval, in der Kirche St-André (Lage)            | PM25000562    | Classé       | 1901  |      |
| Pietà                                            | Holz, farbig gefasst, 16. Jahrhundert | Clerval, in der Kirche St-André (Lage)            | PM25000564    | Classé       | 1928  |      |
| Kanzel                                           | Holz, 18. Jahrhundert | Clerval, in der Kirche St-André (Lage)            | PM25000565    | Classé       | 1981  |      |
| Skulptur Heiliger Andreas                        | Stein, farbig gefasst, 16. Jahrhundert | Clerval, in der Kirche St-André (Lage)            | PM25000566    | Classé       | 1981  |      |
| Skulptur Heiliger Nikolaus                       | Holz, vergoldet, 18. Jahrhundert | Clerval, in der Kirche St-André (Lage)            | PM25000567    | Classé       | 1981  |      |
| Skulptur Petrus                                  | Holz, farbig gefasst, 18. Jahrhundert | Clerval, in der Kirche St-André (Lage)            | PM25000568    | Classé       | 1981  |      |
| Lesepult                                         | Holz, 17. Jahrhundert | Clerval, in der Kirche St-André (Lage)            | PM25000570    | Classé       | 1928  |      |
| Ewiges Licht                                     | Metall, versilbert, 18. Jahrhundert | Clerval, in der Kirche St-André (Lage)            | PM25002010    | Inscrit      | 1980  |      |
| Gemälde Mariä Himmelfahrt                        | Ölfarbe auf Leinwand, 1838 von Éléonore d’Esnans                                                                                               | Clerval, in der Kirche St-André (Lage)            | PM25002011    | Inscrit      | 1980  |      |
| Gemälde Heiliger Claudius                        | Ölfarbe auf Leinwand, 18. Jahrhundert | Clerval, in der Kirche St-André (Lage)            | PM25002012    | Inscrit      | 1980  |      |
| Skulptur Madonna mit Kind                        | Holz, farbig gefasst, 17. Jahrhundert | Clerval, in der Kirche St-André (Lage)            | PM25002013    | Inscrit      | 1980  |      |
| Taufaltar                                        | Retabel, Gemälde und Abschrankung; Holz, farbig gefasst, Ölfarbe auf Leinwand, Schmiedeeisen, 18. Jahrhundert                                  | Clerval, in der Kirche St-André (Lage)            | PM25002014    | Inscrit      | 1981  |      |
| Maria-Rosenkranz-Altar                           | Altartisch und Retabel; Holz, farbig gefasst und vergoldet, 18. und 19. Jahrhundert                                                            | Clerval, in der Kirche St-André (Lage)            | PM25002015    | Inscrit      | 1981  |      |
| Ermenfried-von-Cusance-Altar                     | Altartisch, Retabel, Gemälde und zwei Reliquienbüsten; Holz, farbig gefasst und vergoldet, Ölfarbe auf Leinwand, 18. Jahrhundert               | Clerval, in der Kirche St-André (Lage)            | PM25002016    | Inscrit      | 1981  |      |
| Marienaltar                                      | Retabel; Holz, farbig gefasst, 18. Jahrhundert                                                                                                 | Clerval, in der Kirche St-André (Lage)            | PM25002017    | Inscrit      | 1981  |      |
| Linker Seitenaltar                               | Altartisch, Retabel, Wandvertäfelung und zwei Türflügel; Holz, farbig gefasst und vergoldet, 18. Jahrhundert                                   | Clerval, in der Kirche St-André (Lage)            | PM25002018    | Inscrit      | 1981  |      |
| Wandvertäfelung des Chorraums                    | mit zwei Konsoltischen; Holz, farbig gefasst und vergoldet, 18. Jahrhundert                                                                    | Clerval, in der Kirche St-André (Lage)            | PM25002019    | Inscrit      | 1981  |      |
| Zwei Reliquienbüsten                             | Holz, vergoldet, 18. Jahrhundert | Clerval, in der Kirche St-André (Lage)            | PM25002020    | Inscrit      | 1981  |      |
| Zwei Kerzenständer                               | Kupfer, 18. Jahrhundert | Clerval, in der Kirche St-André (Lage)            | PM25002021    | Inscrit      | 1981  |      |
| Gemälde Heilige Martha                           | Ölfarbe auf Leinwand, Ende des 17. Jahrhunderts                                                                                                | Clerval, in der Kirche St-André (Lage)            | PM25000563    | Classé       | 1910  |      |
| Kreuzigungsgruppe                                | Holz, Ende des 16. Jahrhunderts; aus der Friedhofskapelle                                                                                      | Clerval, in der Kirche St-André (Lage)            | PM25000569    | Classé       | 1928  |      |